# 錫拉庫沙希臘劇場
錫拉庫沙希臘劇場（Greek Theatre of Syracuse）是位於義大利西西里島東部城市锡拉库萨的一座古希臘時期的劇場，修建於西元前5世紀。劇場保存狀況良好，被聯合國教科文組織列入世界文化遺產。錫拉庫沙希臘劇場是古希臘劇場中規模最大的之一，有67行座位，分為9個區域和8個通道。

## 外部連結
- Euripides’ Bacchae at the Greek Theatre in Syracuse （页面存档备份，存于）. Didaskalia.

37°4′33″N 15°16′30″E / 37.07583°N 15.27500°E